# Општина Цуцора (Јаши)
Цуцора (рум. Ţuţora) општина је у Румунији у округу Јаши.
Oпштина се налази на надморској висини од 33 m.